# 1011
1011 (MXI) je bilo navadno leto, ki se je po julijanskem koledarju začelo na ponedeljek.

## Dogodki

### Slovenija
- Prva omemba Blejskega gradu. Grad je s pripadajočimi posestmi v fevdu briksenških škofov.
- Nemški kralj Henrik II. plemiški rodbini Eppenstein preda v fevd vojvodino Koroško skupaj z Veronsko krajino.

### Ostali svet
- 16. julij - Japonski cesar Ičijo abdicira v korist brantranca Sandžoja, 67. japonskega cesarja po seznamu. Nekaj dni zatem bivši cesar Ičijo umre.
- Danci zavzamejo  Canterbury in vzamejo za talca Aelfega, nadškofa Canterburyja. 1012 ↔
- Uspehi Bizantincev v boju proti langobardskim upornikom na jugu Italije.
- Umrlega grofa Namurja (v današnji Belgiji) Alberta I. nasledi sin Albert II.
- Potem, ko je perzijski učenjak Ibn al-Haitam neuspešno poskušal urediti vodni tok Nila in se je zbal da ga bo vladar al-Hakim kaznoval, se naredi norega in ostane tak vse do Hakimove smrti (1021). V tem času napiše vplivno naravoslovno delo Knjigo o optiki.
- Pod kitajskim cesarjem Zhenzongom iz dinastije Song je sestavljen Slovar rim (Guangyun).

## Rojstva
- Džodžin, japonski budistični menih († 1081)
- Nagtsho Lotsawa Tshülthrim Gyelwa, tibetanski prevajalec († 1064)
- Peter Orseolo, ogrski kralj po rodu Benečan († 1046)
- Robert I., burgundski vojvoda († 1076)
- Shao Yong, kitajski filozof († 1077)

## Smrti
- 21. november - cesar Reizei, 63. japonski cesar (* 949)
- Albert I., grof Namurja
- Konrad I., koroški vojvoda (* 975)
- Sveti Willigis, nemški nadškof, svetnik (* 940)